# Mickaël Miro
Mickaël Miro, nascut el 1978 a Lió, és un músic i compositor francés de música pop i de varietat francesa, molt influenciat per Jean-Jacques Goldman. Ell mateix s'autonomena "BCBG", és a dir, Daniel Balavoine, Francis Cabrel, Michel Berger i Jean-Jacques Goldman, que són les seves referències musicals. « Miro » és un pseudònim en homenatge al seu pare mort. S'ha donat a conèixer gràcies al "single" L'Horloge tourne, la seva primera cançó difosa àmpliament als mitjans.

## Biografia[1]
D'origen lionès, Mickaël Miro s'inscriu a la tradició de la cançó francesa. Va acabar els seus estudis universitaris amb les felicitacions del jurat i després, -el 2001-, desenvolupa els seus estudis de dret mercantil amb molta solvència. És llavors, durant els seus anys a la facultat, que escriu les seves primeres cançons.
A finals de l'abril de 2010 apareix L'horloge Tourne, el seu primer single, abans de la sortida del seu primer àlbum, Juste comme ça, l'11 de maig del mateix any.

## Àlbums
- 2011 Juste comme ça
- 2013 Le Temps des sourires

## Singles
- 2010 L'Horloge tourne
- 2011 Ma sçandaleuse
- 2011 Laisse-moi m'en aller
- 2012 La Vie simplement
- 2013 J'apprendrai